# Tablet van Lyon

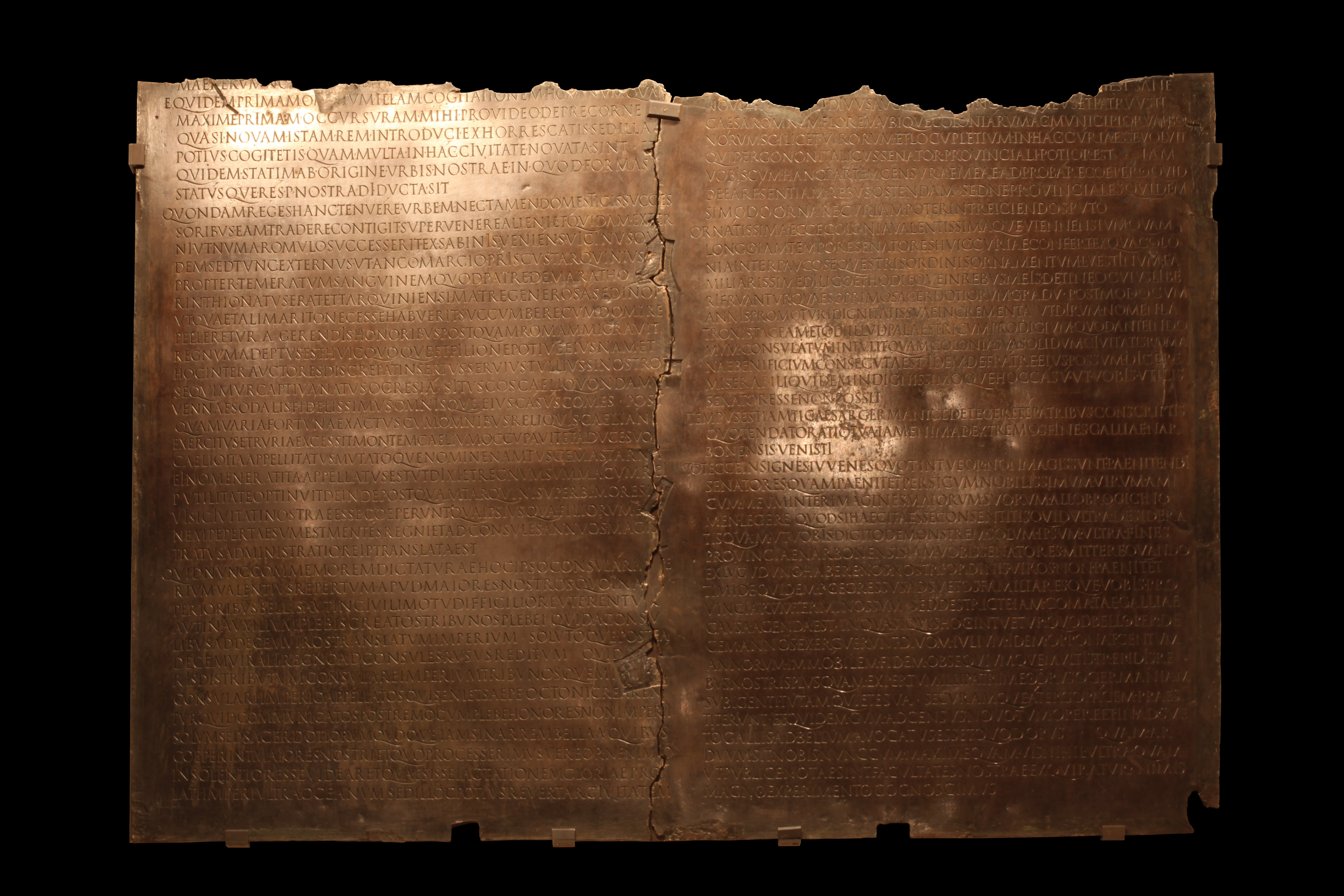
Lyon Tablet, in het Musée gallo-romain te Lyon (CIL XIII 1668)

Het Tablet van Lyon is een bronzen plaquette waarop een redevoering van de Romeinse keizer Claudius is weergegeven. De plaquette werd in 1528 door een drapenier in zijn wijngaard bij Croix Rousse, een wijk van Lyon, gevonden. Tegenwoordig ligt het tablet, twee in de middeleeuwen aan elkaar geklonken fragmenten van een groter geheel dat verloren is gegaan, in het Gallo-Romeins museum van Fourvière in Lyon.
De toespraak werd in de senaat gehouden in het jaar 48 en gaat over de toetreding van Galliërs uit Gallia Comata tot de Senaat, waarvoor Claudius een vurig pleidooi houdt. Claudius presenteert zich als een belezen, enigszins pedante kamergeleerde die zich soms in de details verliest.

## De tekst
De tekst bevat twee kolommen met tekst, de eerste met vier paragrafen, de ander vijf, waarbij telkens de eerste en de laatste paragrafen slechts gedeeltelijk bewaard zijn gebleven. De delen vormen geen aaneensluitend geheel, en bieden slechts een indruk van de rede van Claudius.
| Par.            | Inhoud |
| Eerste fragment | Eerste fragment |
| --------------- | --- |
| 1 - 4           | Een lange, en tamelijk warrige uitweiding over de vroege geschiedenis van Rome, waarbij het doel lijkt te zijn aan te tonen dat vreemdelingen sinds oudsher burgers van Rome konden worden. Servius Tullius en Caelius Vivenna dienen hierbij als voorbeeld, maar ook de tirannie van Tarquinius Superbus en de regering van de decemviri worden vermeld. |
| 5               | Claudius beroept zich op het voorbeeld van Augustus en Tiberius, die rijke en waardige burgers uit de provincie tot de senatoriale stand toelieten |
| Tweede fragment | |
| 6               | De welvaart van de colonia Vienna wordt geprezen die al langer senatoren levert en de keizer smeekt de senaat om hun kinderen toe te laten tot de hogere priesterstanden, waarna een uitgebreide verwensing aan het adres van Decimus Valerius Asiaticus en zijn broer volgt die hij een palaestricum prodigium, een voortbrengsel van de gladiatorenschool noemt, die waarschijnlijk eerder ter sprake is gekomen, want hij wordt niet bij name genoemd. Hier is wellicht de invloed van Claudius' derde vrouw Valeria Messalina te proeven.                                       |
| 7 - 9           | Nu komt Claudius ter zake en het punt dat hij aansnijdt is heikel. Dit is misschien een (gedeeltelijke) verklaring voor de eerdere uitweidingen. Niet alleen wil Claudius buitenlanders tot de Senaat toelaten, maar zelfs lieden uit Gallia Comata, het "harige Gallië", dat wil zeggen, die stammen die niet geromaniseerd waren. Hij gaat in op de oorlog die Julius Caesar tegen deze volkeren vocht, maar herinnert aan een eeuw van trouw en illustreert dat door Germanicus (zijn vader) en diens veldtocht in Germanië aan te halen. Op dit punt breekt de tekst echter af. |

## De toespraak bij Tacitus
De toespraak van Claudius is niet alleen uit dit fragment bekend. Ook de schrijver Tacitus geeft in de Annales zijn versie van de toespraak. Dit gelukkige toeval stelt ons niet alleen in staat de strekking van het betoog te volgen, maar biedt ook een kijkje in de omgang van deze belangrijke schrijver met zijn bronnenmateriaal. Hieruit blijkt dat Tacitus de rede, naar eigen inzicht, fraaier verwoordt maar de strekking van het betoog intact laat. De op het tablet weergegeven passage komt herkenbaar terug in de versie van Tacitus, al laat deze de schimpscheuten aan het adres van Asiaticus achterwege.

## Politieke betekenis
De toespraak is, aldus Tacitus een antwoord op heftige debatten in de Senaat tussen voor- en tegenstanders van een aanvraag van de leiders van Gallia Comata om tot de senatoriale stand te worden toegelaten en is met name gericht tegen de factie die, baserend op een angst en xenofobie zich tegen het voorstel uitspraken.  
Het voorstel dat Claudius de Senaat doet was, vanuit Romeins perspectief, ongehoord. Rijke en vooraanstaande leden van de Gallische stammen waartegen Julius Caesar nog oorlog voerde zouden lid kunnen worden van de Senaat. De keizer komt over als een eerwaarde Senator die zijn plan aan de Patres Conscripti ter beoordeling voorlegt, maar dit is schone schijn. Claudius, en niet de Senaat, velt de beslissing.
Toch is het voorstel van Claudius niet irrationeel, maar past vrij goed in een politiek die bedoeld is om de noordelijke grenzen van het rijk te consolideren. Dit blijkt niet alleen uit deze tekst, maar bijvoorbeeld ook uit het feit dat Claudius zijn generaal Corbulo terugriep en de Rijn als definitieve grens van het rijk vaststelde.
Door Gallia Comata verder in het Romeinse Rijk te integreren, vormde het een extra buffer tegen het gevaar van invallende Germanen en werd de Galliërs een motief ontnomen om in opstand te komen.
Waarom Claudius dit betoog, op het oog, ongeredigeerd openbaar liet maken, zal wel altijd onduidelijk blijven. De tekst van dit document, in tegenstelling tot de Res Gestae divi Augusti, die wel een nauwkeurige redactie ondergaan lijkt te hebben, is verre van perfect.
Dat de tekst in Lugdunum werd gepubliceerd, wekt al minder verbazing. Claudius is tenslotte in deze stad geboren, en gold als een weldoener. Misschien hoopte hij op een mildere ontvangst dan in Rome, misschien veronderstelde hij dat de Galliërs minder ontvankelijk voor fraaie bewoordingen waren dan voor een oprecht betoog, maar wellicht heeft ook het feit dat het een Gallische stad betreft een rol gespeeld en poogde Claudius, door zijn betoog onopgesmukt in Gallia te publiceren, het effect ervan te vergroten.